# Brevilliers
Brevilliers és un municipi francès situat al departament de l'Alt Saona i a la regió de Borgonya - Franc Comtat. L'any 2007 tenia 620 habitants.

## Demografia

### Població
El 2007 la població de fet de Brevilliers era de 620 persones. Hi havia 244 famílies, de les quals 56 eren unipersonals (20 homes vivint sols i 36 dones vivint soles), 84 parelles sense fills, 84 parelles amb fills i 20 famílies monoparentals amb fills.
La població ha evolucionat segons el següent gràfic:
Habitants censats

### Habitatges
El 2007 hi havia 252 habitatges, 245 eren l'habitatge principal de la família, 1 era una segona residència i 6 estaven desocupats. 240 eren cases i 12 eren apartaments. Dels 245 habitatges principals, 208 estaven ocupats pels seus propietaris, 31 estaven llogats i ocupats pels llogaters i 6 estaven cedits a títol gratuït; 2 tenien dues cambres, 35 en tenien tres, 67 en tenien quatre i 141 en tenien cinc o més. 222 habitatges disposaven pel capbaix d'una plaça de pàrquing. A 83 habitatges hi havia un automòbil i a 135 n'hi havia dos o més.

### Piràmide de població
La piràmide de població per edats i sexe el 2009 era:
| Homes | Edats   | Dones |
| ----- | ------- | ----- |
| 0     | 95 o +  | 0     |
| 0     | 90 a 94 | 0     |
| 0     | 85 a 89 | 4     |
| 0     | 80 a 84 | 12    |
| 0     | 75 a 79 | 8     |
| 12    | 70 a 74 | 20    |
| 24    | 65 a 69 | 20    |
| 16    | 60 a 64 | 24    |
| 28    | 55 a 59 | 20    |
| 8     | 50 a 54 | 32    |
| 28    | 45 a 49 | 8     |
| 0     | 40 a 44 | 20    |
| 24    | 35 a 39 | 20    |
| 28    | 30 a 34 | 20    |
| 12    | 25 a 29 | 16    |
| 4     | 20 a 24 | 4     |
| 20    | 15 a 19 | 16    |
| 28    | 10 a 14 | 16    |
| 8     | 5 a 9   | 24    |
| 24    | 0 a 4   | 24    |

## Economia
El 2007 la població en edat de treballar era de 367 persones, 265 eren actives i 102 eren inactives. De les 265 persones actives 232 estaven ocupades (124 homes i 108 dones) i 33 estaven aturades (13 homes i 20 dones). De les 102 persones inactives 42 estaven jubilades, 32 estaven estudiant i 28 estaven classificades com a «altres inactius».

### Ingressos
El 2009 a Brevilliers hi havia 250 unitats fiscals que integraven 634 persones, la mediana anual d'ingressos fiscals per persona era de 17.952,5 €.

### Activitats econòmiques
Dels 16 establiments que hi havia el 2007, 1 era d'una empresa de fabricació de material elèctric, 1 d'una empresa de fabricació d'altres productes industrials, 2 d'empreses de construcció, 4 d'empreses de comerç i reparació d'automòbils, 1 d'una empresa de transport, 2 d'empreses d'hostatgeria i restauració, 1 d'una empresa immobiliària, 3 d'empreses de serveis i 1 d'una entitat de l'administració pública.
Dels 5 establiments de servei als particulars que hi havia el 2009, 1 era un taller de reparació d'automòbils i de material agrícola, 1 taller d'inspecció tècnica de vehicles, 1 paleta i 2 restaurants.
Dels 2 establiments comercials que hi havia el 2009, 1 era un hipermercat i 1 una joieria.
L'any 2000 a Brevilliers hi havia 4 explotacions agrícoles.

## Equipaments sanitaris i escolars
El 2009 hi havia una escola elemental.

## Poblacions més properes
El següent diagrama mostra les poblacions més properes.